# Mashigiko
Mashigiko är ett periodiskt vattendrag i Burundi.   Det ligger i provinsen Makamba, i den södra delen av landet, 120 kilometer sydost om huvudstaden Bujumbura.
I omgivningarna runt Mashigiko växer huvudsakligen savannskog. Runt Mashigiko är det ganska tätbefolkat, med 80 invånare per kvadratkilometer.